# Mario Vitale
Pour les articles homonymes, voir Vitale.
Mario Vitale, né le 1er avril 1923 à Salerne (Campanie) et mort le 25 octobre 2003 dans la même ville, est un acteur italien.

## Biographie
Doté d'un physique athlétique et d'un visage aux traits séduisants, il est découvert par Roberto Rossellini alors qu'il travaille comme pêcheur près de sa ville natale de Salerne. Rossellini le choisit pour le rôle du pêcheur aux côtés d'Ingrid Bergman dans le film Stromboli en 1950, lorsqu'il décide de confier le rôle du premier rôle masculin de son film à un nouveau visage.
À la suite des échos positifs qu'il reçoit de cette prestation, Vitale choisit de se consacrer au cinéma et joue coup sur coup dans plusieurs films, dont le plus remarqué est sans doute Dimanche d'août de Luciano Emmer en 1950, où il incarne Renato, un vétéran de la guerre amoureux de Luciana (Elvy Lissiak) et au caractère faible, qui a du mal à se réinsérer dans la société, devenant la proie de la pègre.
Les critiques lui reprochent une certaine fixité dans le regard et une froideur d'interprétation. En outre, Vitale doit être systématiquement doublé — dans Dimanche d'août, il est doublé par Gualtiero De Angelis — et les rôles qu'il est contraint d'accepter par la suite ne lui donnent pas la satisfaction qu'il attendait ; c'est pourquoi, quelques années après son début de carrière, il décide de se retirer définitivement du monde du cinéma.

## Filmographie

### Acteur de cinéma
- 1950 : Stromboli de Roberto Rossellini
- 1950 : Dimanche d'août de Luciano Emmer
- 1951 : Destino (it) de Domenico Gambino et Enzo Di Gianni
- 1951 : Serenata tragica - Guapparia (it) de Giuseppe Guarino
- 1952 : Il prezzo dell'onore (it) de Ferdinando Baldi
- 1953 : Pardonne-moi (Perdonami!) de Mario Costa
- 1954 : La Fille de Palerme (La peccatrice dell'isola) de Sergio Corbucci
- 1954 : Il barcaiolo di Amalfi (it) de Mino Roli